# مشهدی غلامعلی قنبرعلی
مشهدی غلامعلی قنبر علی روستایی در دهستان ادیمی بخش مرکزی شهرستان نیمروز استان سیستان و بلوچستان ایران است. بر پایه سرشماری عمومی نفوس و مسکن در سال ۱۳۹۰ جمعیت این روستا ۴۸ نفر (در ۱۵ خانوار) بوده است.